# تاتیانا اروخینا
تاتیانا اروخینا (روسی: Татьяна Владимировна Ерохина؛ زادهٔ ۷ سپتامبر ۱۹۸۴) بازیکن هندبال اهل روسیه است.
وی همچنین برندهٔ جوایزی همچون نشان دوستی شده‌است.